# Terellia fuscicornis
Espèce
Terellia fuscicornis est une espèce de mouches des fruits, de la famille des Tephritidae et du genre Terellia, de couleur blanche et de taille moyenne.

## Répartition
Terellia fuscicornis est présent dans le Sud de l'Europe, en Afrique du Nord et sur le pourtour de la Méditerranée.

## Biologie
Terellia fuscicornis est phytophage et a pour seules plante-hôtes connues l'Artichaut et le Chardon-Marie, sur lesquelles ses larves se nourrissent des fleurs.